# Metaporana obtusa
Metaporana obtusa är en vindeväxtart som först beskrevs av Isaac Bayley Balfour, och fick sitt nu gällande namn av G.W. Staples. Metaporana obtusa ingår i släktet Metaporana och familjen vindeväxter. Inga underarter finns listade i Catalogue of Life.